# Parachromis managuensis
Parachromis managuensis es una especie de peces de la familia Cichlidae en el orden de los Perciformes, también conocido con el nombre de guapote.
El nombre científico hace referencia al Lago de Managua en Nicaragua, que es donde se obtuvo el holotipo.

## Morfología
- Los machos pueden llegar alcanzar los 55 cm de longitud total y 1.580 g de peso.[2][3]

## Alimentación
Come invertebrados o peces de menor tamaño a los de su especie, por ejemplo
Charales. Igualmente puede alimentarse de algas (fitoplancton).

## Hábitat
Vive en zonas de clima tropical entre 25 °C-36 °C de temperatura.

## Distribución geográfica
Se encuentra desde la Laguna de Términos en México, hasta la vertiente atlántica de Centroamérica: desde el río Ulúa (Honduras), pasando por Nicaragua,  hasta el río Matina (Costa Rica).